# كارل دينك
كارل دينك، (بالإنجليزية: Karl Denke)‏، فبراير 1860 - ديسمبر 1924، ألماني من سيليسيا، قاتل متسلسل، وأكل لحوم البشر، قتل وأكل عشرات من المتشردين، والمسافرين المشردين، من 1903-1924. غالبًا ما يُنظر إليه على أنه «آكلي لحوم البشر المنسي» أو «آكلي لحوم البشر من زيوبيس».

## نشأته
ولد كارل دينك في عام 1860 في كالينوفيتسه غورن ، شمال شرق مونستربرغ، سيليزيا، في مملكة بروسيا (الآن زيبيتسه، بولندا)، إلى عائلة من المزارعين الألمان. { لا يعرف الكثير عن طفولة دينكي ، لكن من المعروف أنه غالبا ما كان يوصف بأنه هادئ وهادئ الكلام

## جرائم القتل
بدأ كارل دينكي، لأسباب غير معروفة، في قتل المتشردين والمسافرين الفقراء. كانت أول ضحية معروفة له هي إيدا لونر في عام 1903. وبعد ست سنوات، في عام 1909، قتل إيما ساندر البالغة من العمر 25 عاما أدين عامل مسلخ آخر إدوارد تر اوتمان بقتلها، لكن أطلق سراحه في عام 1926 بعد معرفة الحقيقة. اكتشف). وكان آخر ضحاياه المعروفين هو روكوس باوليك. [5][6] احتفظ دينكي أيضًا بسجل يسجل جرائم القتل التي ارتكبها. ويعتقد أيضًا أنه باع لحوم ضحاياه في مكان قريب من بريسلاو كلحم مخلل لعملاء مطمئنين ( تم الإعلان عنه على أنه لحم [7] . خنزیر)